# Afrijazzy
Afrijazzy è un disco di jazz e fusion realizzato dal polistrumentista camerunese Manu Dibango nel 1986. L'album contiene anche Makossa '87 (Big Blow), una lunga versione di un vecchio successo di Dibango del 1972 che per alcuni critici sarebbe uno dei primi brani di disco music della storia, incisa a New York con Robbie Shakespeare al basso, Herbie Hancock al piano e Sly Dunbar alla batteria.
Nelle note di copertina, Dibango ringrazia musicisti e collaboratori per aver realizzato un disco che festeggia il trentesimo anniversario del suo debutto come musicista.

## Tracce
1. Massa Lemba – 5:50
2. Bushman Promenade – 5:02
3. Gombo Sauce – 5:19
4. Soir au village – 11:33
5. Makossa '87 (Big Blow) – 16:49
6. Kango – 7:22
7. Douala Serenade – 7:25
8. Abelley Sphere – 6:21

## Formazione
- Manu Dibango - sax tenore, sax baritono, sax soprano, pianoforte, Yamaha DX7, voce
- Hugh Masekela - tromba, bugle
- Yoro Gueye - trombone
- Didier Lockwood - violino
- Stephane Joly - tastiere
- Paco Sery - batteria e percussioni
- Paul Personne - chitarra solista
- Ray Lema - tastiere
- Brice Wouassi - batteria
- Valery Lobe - batteria
- Adama Drame - percussioni
- Michel Alibo - basso
- Francis M'Bappe - basso
- Justin Bowen - tastiere
- "Chlanga" Vincent Nguini e "Bokilo" Jerry Malekani - chitarre africane